# 세계문화페스티벌
세계문화페스티벌은 사단법인 한문화진흥협회에서 주관하는 국제 문화교류 행사 중 하나로서 수십 개국의 주한대사관에서 부스전시에 참여하여 자국의 문화를 소개하는 국제행사이다. 세계문화페스티벌 기간 동안에 각 주한대사관 부스에서는 자국의 전통공예, 전통의상, 사진, 음식, 와인 등을 소개하고, 한국 부스에서는 다양한 한국문화를 소개한다.
세계문화페스티벌은 주한대사관에서 참여하는 국내 최대 행사 중 하나로서 세계문화교류를 통하여 국가 간 우호를 증진시키고, 세계문화교류 중심지로서의 대한민국 위상을 높이기 위한 국제 문화교류 행사이다.